# Expressionnisme
 (mai 2019).
Si vous disposez d'ouvrages ou d'articles de référence ou si vous connaissez des sites web de qualité traitant du thème abordé ici, merci de compléter l'article en donnant les références utiles à sa vérifiabilité et en les liant à la section « Notes et références ».

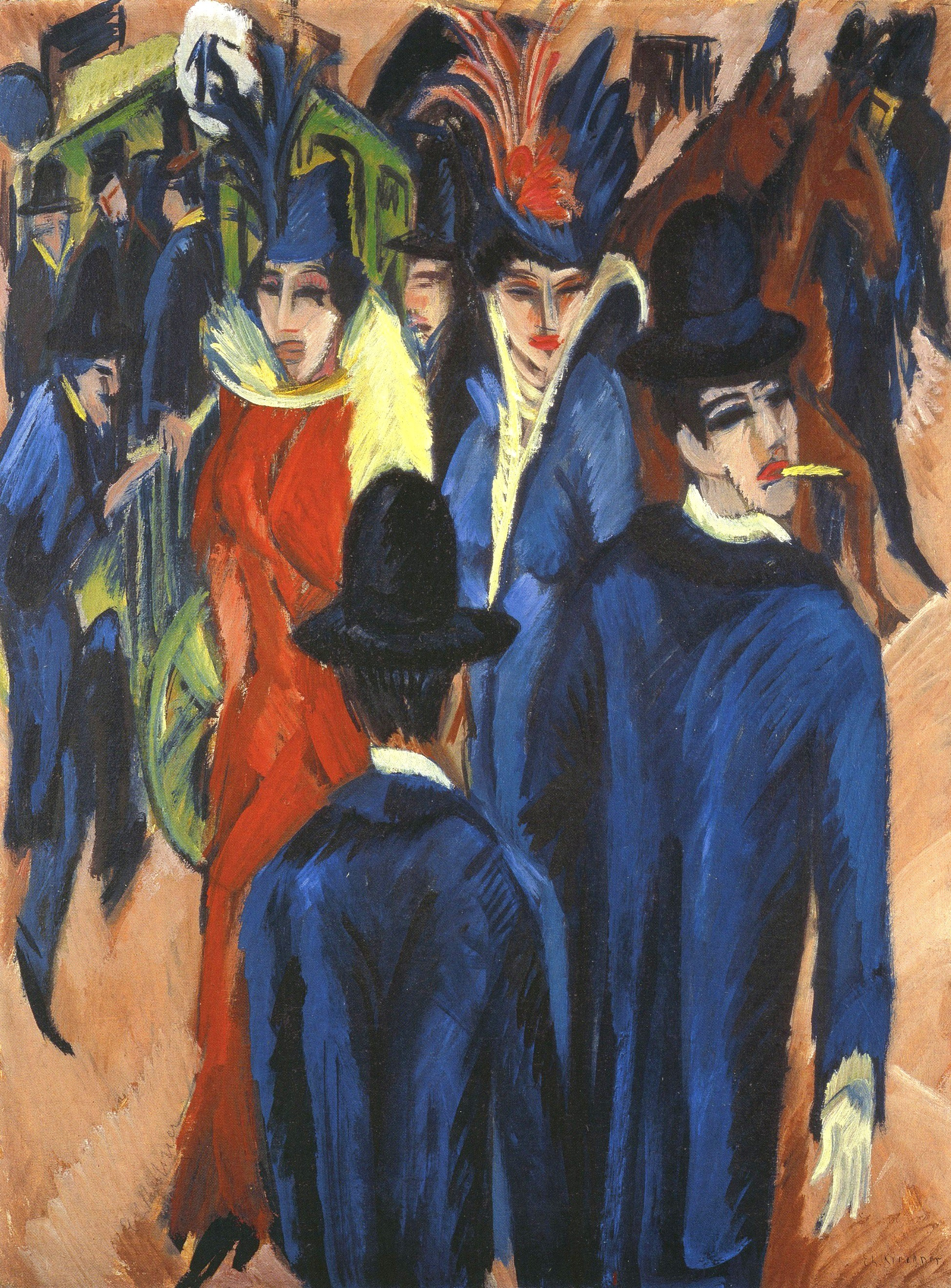
Ernst Ludwig Kirchner, Berliner Straßenszene (Scène de rue à Berlin), 1913, huile sur toile, Neue Galerie, New York.

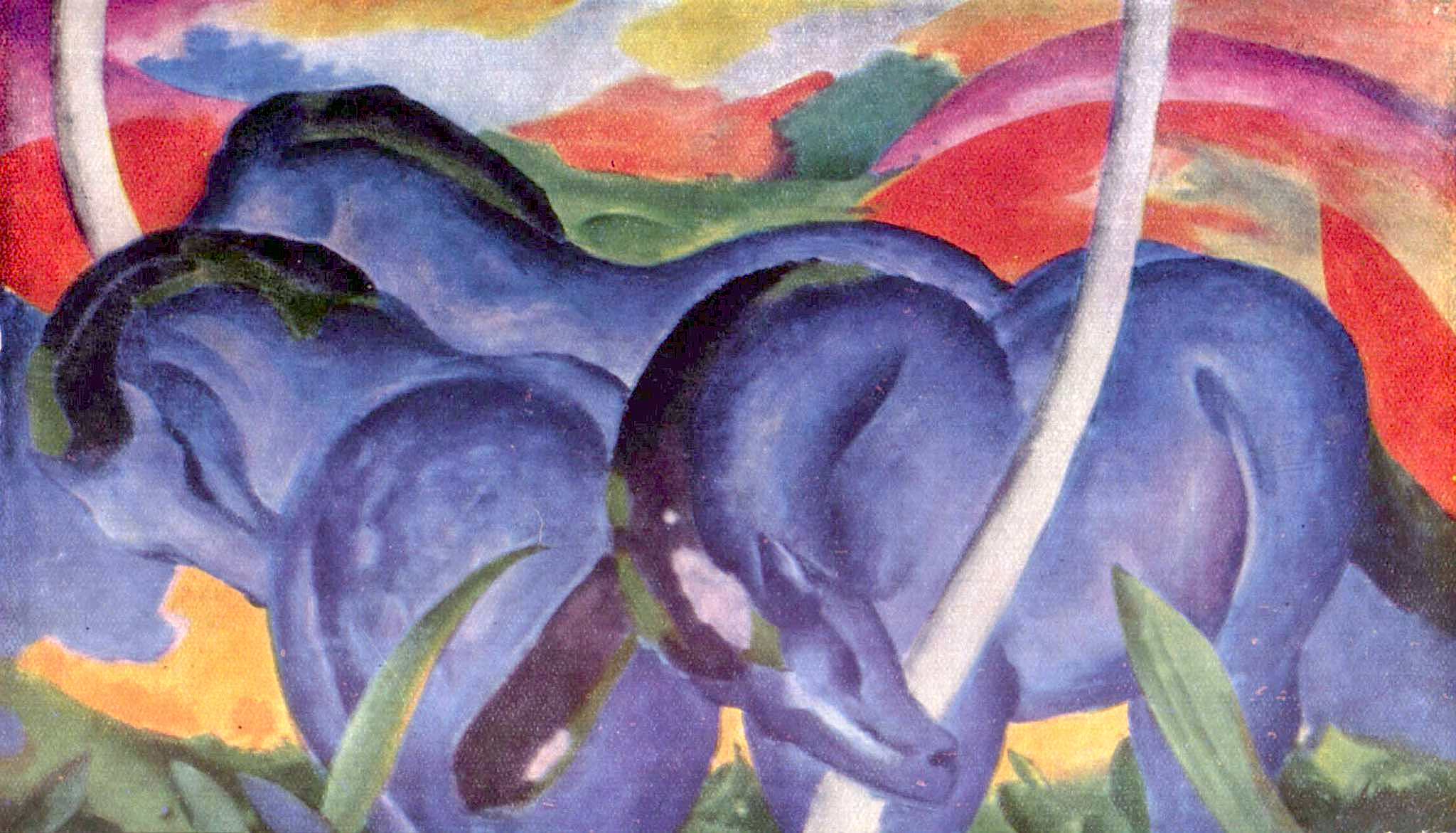
Franz Marc, Die großen blauen Pferde (1911).

L’expressionnisme est un courant artistique figuratif apparu au début du XXe siècle, en Europe du Nord, particulièrement en Allemagne. L'expressionnisme a touché de multiples domaines artistiques : la peinture, l'architecture, la littérature, le théâtre, le cinéma, la musique, la danse, etc. L'expressionnisme fut condamné par le régime nazi qui le considérait comme un « art dégénéré ».

## Description
L'expressionnisme est la projection d'une subjectivité qui tend à déformer la réalité pour inspirer au spectateur une réaction émotionnelle. Les représentations sont souvent fondées sur des visions angoissantes, déformant et stylisant la réalité pour atteindre la plus grande intensité expressive. Celles-ci sont le reflet de la vision pessimiste que les expressionnistes ont de leur époque, hantée par la menace d’une guerre mais aussi, plus précisément, celui de la crise sociale et spirituelle entre 1880 et 1900 en Allemagne qui passe brutalement d’un statut de pays agraire à un pays industriel. Les œuvres expressionnistes mettent souvent en scène des symboles, influencées par la psychanalyse naissante et les recherches du symbolisme.
Au début du XXe siècle, ce mouvement profondément ancré dans l'Europe du Nord (en particulier l'Allemagne) a poussé à l’extrême l’idée que la modernité creuse sa propre tombe et provoque son propre suicide. Dans une fascination et horreur de cette modernité, les expressionnistes souhaitent un renversement apocalyptique et une destruction du confort bourgeois, avec violence s’il le faut. Ce nihilisme des expressionnistes s’accompagne de renouveau esthétique qui les font tendre à s’émanciper du sujet, n’étant qu’un moyen de transpercer le réel et de le disséquer. Ainsi, l’expressionnisme se défait de la mimèsis aristotélicienne qui se traduisait à cette époque par le naturalisme et la peinture impressionniste. Alors que l'impressionnisme en est encore à décrire la réalité physique, l'expressionnisme allemand, lui, ne s'attache plus à une réalité violente et la soumet aux états d'âme de l'artiste.
L'expressionnisme rompt aussi avec l'impressionnisme à travers une forme très agressive : des couleurs violentes, des lignes acérées. Il s'inscrit alors dans la continuité du fauvisme qui commence à s'épuiser et dont les principaux représentants s'éloignent plus ou moins brutalement : Matisse, Marquet, Van Dongen, Braque, Derain, Friesz et Vlaminck. Pour autant, l'expressionnisme n'est pas vraiment un mouvement ou une école, mais davantage une réaction contre l'académisme et la société. Les artistes expressionnistes resteront souvent isolés.
Le Cri, du peintre Edvard Munch, ou Les Grands Chevaux bleus de Franz Marc sont représentatifs du genre expressionniste en peinture. En musique, les symphonies de Dmitri Chostakovitch sont d'esprit expressionniste à partir de la fin des années 1920.

## Origines

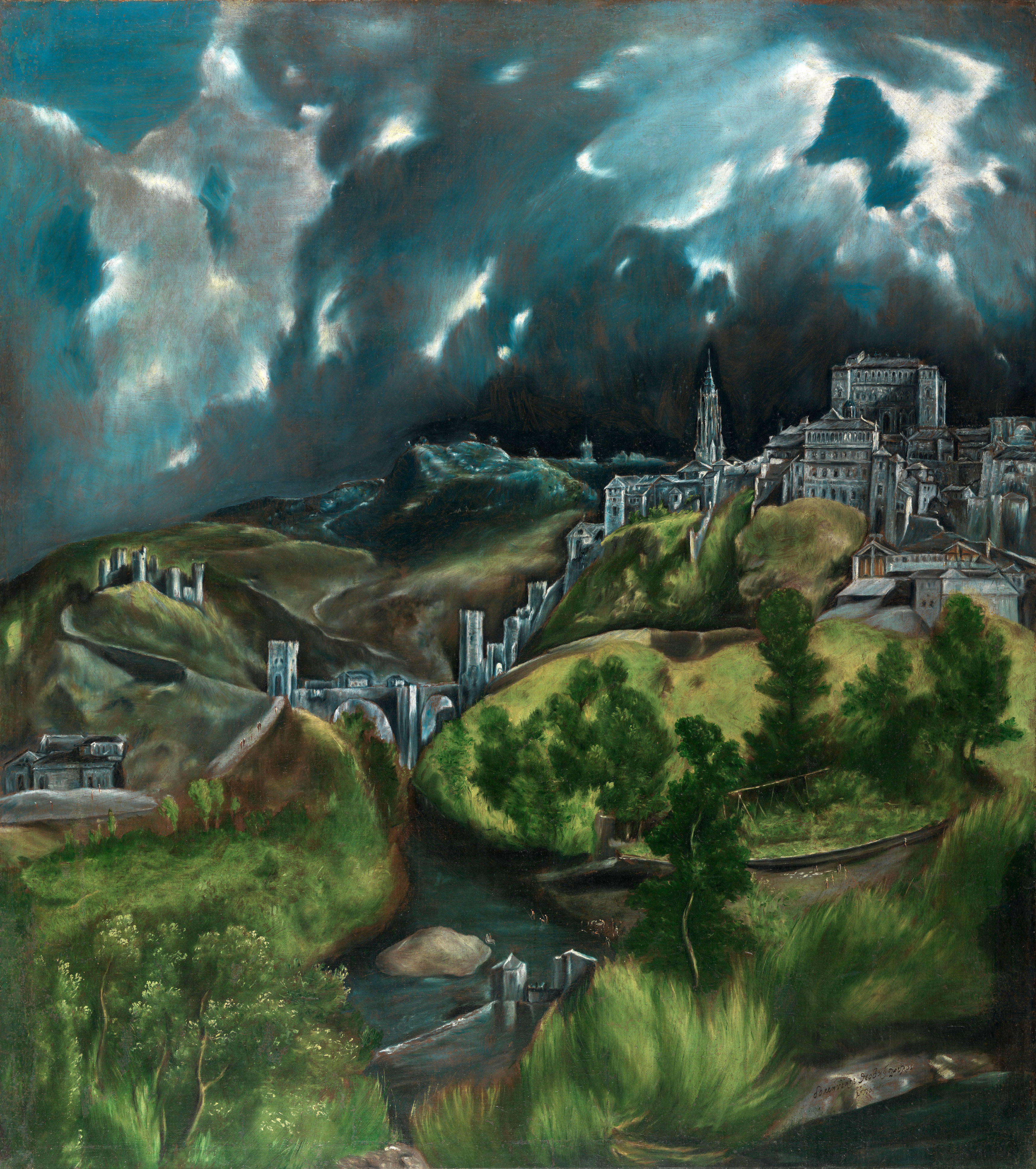
La Vue de Tolède du Greco (1595-1610) entre rétrospectivement en résonance avec les œuvres expressionnistes du XXe siècle.

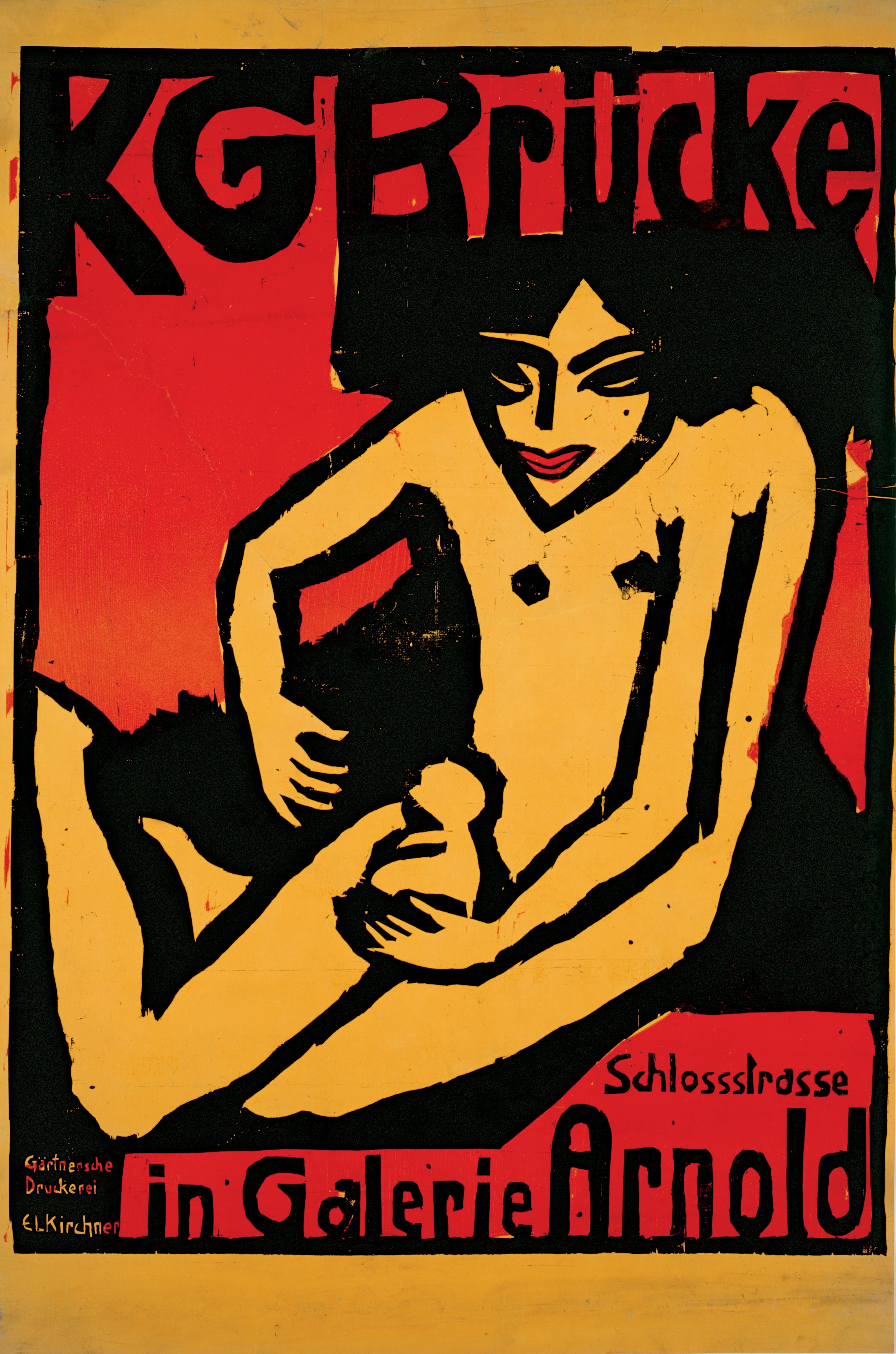
Ernst Ludwig Kirchner. Gravure sur bois (graveur Erich Heckel), 1910, couverture du catalogue: exposition Die Brücke, Galerie Arnold, Dresde

On peut rattacher les peintres des XVe et XVIe siècles, Matthias Grünewald et Le Greco, à la tendance expressionniste, mais en pratique le terme s'applique essentiellement aux œuvres du XXe siècle.
Les premiers éléments annonciateurs de l'expressionnisme apparaissent à la fin du XIXe siècle, en particulier dans la série d'Edvard Munch intitulée Le Cri, ainsi que dans l'évolution des travaux de Van Gogh et de James Ensor. Le critique d’art Wilhelm Worringer, en 1908, est le premier à parler d’« expressionnisme ».
L'expressionnisme éclot par ailleurs alors que la technique photographique se perfectionne et que le rapport de l'art à la réalité s'en trouve profondément modifié. L'art pictural perd sa fonction de moyen privilégié de reproduction de la réalité objective ce qui renforce sa composante subjective et lui permet progressivement de s'affranchir des normes.

## Filiations
Plusieurs groupes peuvent être rattachés à l'expressionnisme, tels que la Nouvelle Association des artistes munichois (NKVM) et la Sécession de Berlin dont sont issus par rupture, respectivement Der blaue Reiter (Le Cavalier bleu) et Die Brücke (Le Pont). En 1918, la Novembergruppe en cristallise la portée politique. Après 1933, le mouvement, dans sa dimension formelle, a influencé nombre d'autres artistes, comme les expressionnistes abstraits aux États-Unis.

### Die Brücke(Le Pont)
Die Brücke est fondé en 1905 par Ernst Ludwig Kirchner, Fritz Bleyl, Erich Heckel et Karl Schmidt-Rottluff à Dresde. Max Pechstein et Emil Nolde en 1906, Otto Müller en 1910, et Cuno Amiet les rejoignent. Le fauviste Van Dongen se joignit aussi à eux et fut l’intermédiaire avec ses compagnons français. L’intention du groupe était d’attirer tout élément révolutionnaire qui voudrait s’unir à eux, c’est ainsi qu’ils l’exprimèrent dans une lettre adressée à Nolde. Leur plus grand intérêt était de détruire les vieilles conventions, à l’identique de ce qui se passait en France.
Selon Kirchner, ils ne pouvaient s’imposer de règles et l’inspiration devait couler libre et donner expression immédiate aux pressions émotionnelles de l’artiste ; ils se préoccupent moins des aspects formels, position qui les séparait du fauvisme de Matisse et Braque avec des scènes très brutales et sanglantes.
Pour les Allemands, le contenu est plus important que la forme. La charge de critique sociale qu’ils imprimèrent à l’œuvre leur valut d'être blamés par les conservateurs qui les accusaient d’être un danger pour la jeunesse allemande.
Kirchner fut considéré comme le plus authentique représentant de Die Brücke. Il fut un artiste hypersensible qui peignait les rues et la vie urbaine de Berlin de manière nouvelle et originale. Ses formes décharnées et pointues, aux couleurs acides, sont caractéristiques, dans des œuvres comme L’École de danse de 1914.
Emil Nolde, même s’il quitta le groupe à la fin de l’année 1907, a aussi été considéré comme un des plus importants représentants du groupe. Influencé par le Belge Ensor et par Van Gogh, il se sentit fortement attiré par le primitivisme noir et par le mythe du sauvage. Sa recherche du paradis se centra plus sur la concrétion du primordial que sur les attitudes escapistes, façonnant son sentiment tragique de la nature et son inspiration de caractère psychologique et instinctif, éléments qui ont fait de lui le peintre expressionniste par excellence. Vers 1909, et après une grave maladie, il commença à peindre des tableaux à thème religieux, dans lesquels il exprima son inspiration mystique.
Edvard Munch, bien qu’il ne soit pas lié avec Die Brücke, est considéré comme le père de l’expressionnisme. Il était norvégien et, jusqu’en 1885, s'intéressa à l'impressionnisme et au symbolisme. À partir de 1892, son style est pleinement formé, courbes sinueuses, coloris arbitraires, obsession pour l’infirmité et la mort, êtres inquiétants qui fuient d’une masse de couleur, comme on l’observe dans son tableau le plus célèbre, Le Cri. Son séjour en Allemagne jusqu’en 1908 explique son influence au sein de Die Brücke. En 1913 se produisit la dissolution du groupe, conséquence des différences évidentes entre les composants du groupe et l’établissement d’un marché qui pour eux compliquait les exigences d’un front commun.

### Der blaue Reiter(Le Cavalier bleu)
En 1912, un autre groupe d'artistes dont Wassily Kandinsky, Franz Marc, August Macke, Alexeï Jawlensky, Gabriele Münter et Marianne von Werefkin se rassemblent à Murnau, à côté de Munich, sous la dénomination de Der blaue Reiter. À la différence de Die Brücke, les artistes de Der blaue Reiter ressentaient le besoin de créer un langage plus contrôlé pour promouvoir leurs messages. Ils publièrent des livres et organisèrent des expositions. Ils développèrent un art spirituel dans lequel ils réduisirent le naturalisme au point d'arriver à l'abstraction. Ils partagèrent certaines idées avec les expressionnistes de Die Brücke, mais ils possédaient une purification plus importante des instincts et ils voulaient également capter l'essence spirituelle de la réalité. Sur ce point, leurs idées étaient plus recherchées et spéculatives. Les plus grands représentants étaient Kandinsky et Franz Marc, accompagnés de Macke, Jawlensky et Klee.
Kandinsky, originaire de Moscou, arriva à Munich en 1896. En 1909, il fonde la Nouvelle Association d'artistes de Munich et organisa les expositions de 1909 et 1910 pour présenter le travail des fauvistes et des premiers cubistes. Dans le catalogue réalisé lors de la seconde exposition, il commença à introduire sa théorie de l'art qui s'acheva, deux ans plus tard, lors de la publication de son livre Du spirituel dans l'art. En 1912, après avoir donné sa démission de l'association, il fonda avec Franz Marc Der blaue Reiter. Ce nom dérive de l'amour de Kandinsky pour les cavaliers et de celui de Franz Marc pour les chevaux. Le groupe se dispersa avec la guerre à laquelle Macke et Marc moururent. Les deux premières expositions de Der blaue Reiter montraient des œuvres graphiques et des dessins.

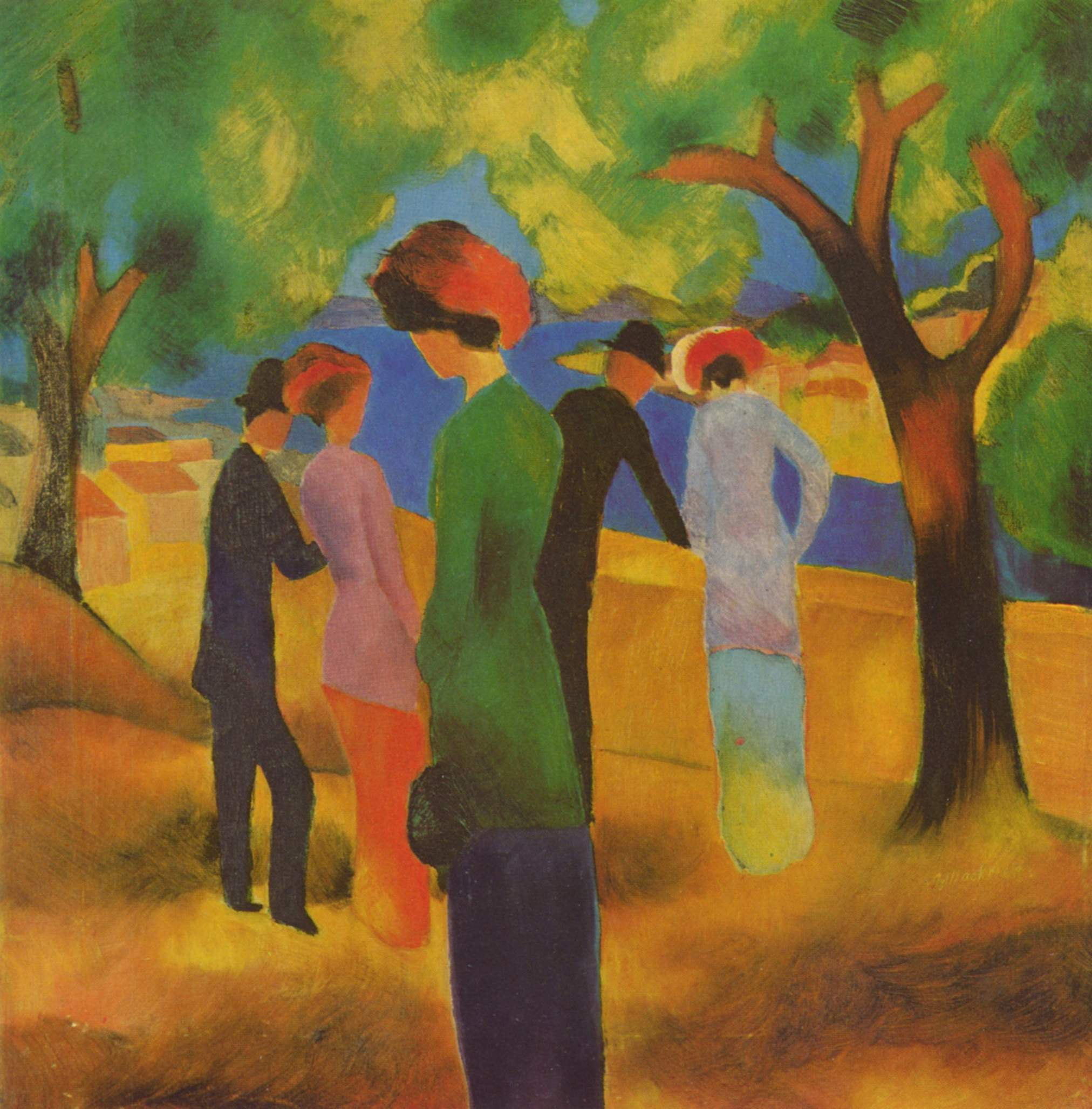
August Macke, Dame in grüner Jacke (Femme à la veste verte, 1913), musée Ludwig, Cologne.

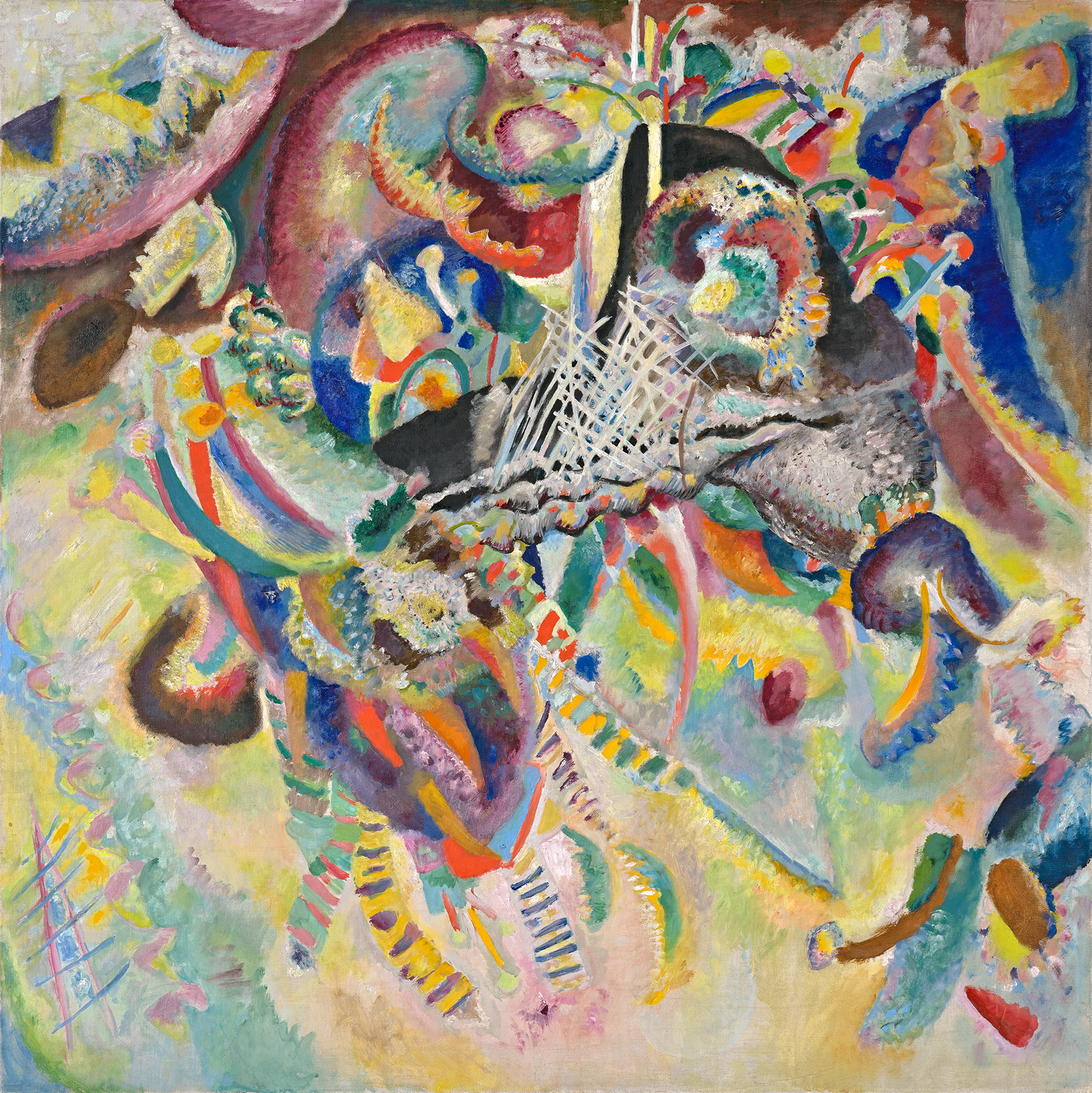
Vassily Kandinsky, Fugue (1914), fondation Beyeler, Riehen. Cette œuvre peut être considérée comme de tendance expressionniste abstraite.

En 1913, ils seront invités à participer à une exposition internationale à Berlin nommée « Le Salon d'automne berlinois ». Sa poétique se définissait comme un expressionnisme lyrique dans lequel l'échappatoire tendait non pas vers le monde sauvage mais vers la spiritualité de la nature et du monde intérieur. Pour Kandinsky, la peinture devait s'étendre de la pesante réalité matérielle jusqu'à l'abstraction de la vision pure, avec la couleur comme moyen, d'où le développement d'une théorie complexe de la couleur. Dans La Peinture comme art pur, livre de 1913, il soutient que la peinture est déjà une réalité séparée, un monde en soi, une nouvelle forme d'être, qui agit sur le spectateur à travers la vue et qui provoque en lui de profondes expériences spirituelles. Auparavant, en 1910, Kandinsky avait réalisé les premières aquarelles abstraites.
Pour Klee, l'artiste devait se mêler aux forces de la nature et agir comme milieu afin que ses créations soient acceptées de la même manière que l'on accepte les phénomènes naturels. À la différence de Kandinsky, Klee était convaincu que l'art pouvait capter le sens créatif de la nature et c'est pour cela qu'il rejetait l'abstraction absolue. Concrètement, Klee se laissa influencer au début, comme Macke, par le simultanéisme des Delaunay. En même temps, il fut le premier artiste à pénétrer dans les domaines de l'inconscient alors que Freud et Jung commençaient à les étudier.
Après la dissolution du groupe en 1919, Walter Gropius fonde le Bauhaus à Weimar, école de dessin et d'architecture, dont les professeurs étaient les plus grands maîtres de l'expressionnisme constructif, et qui réunit des hommes comme Feininger, Klee ou Kandinsky.
En Allemagne, après la Première Guerre mondiale, le « réalisme expressionniste » apparut, mouvement dans lequel les artistes se séparèrent de l'abstraction, réfléchissant sur l'art figuratif et rejetant toute activité qui ne s'occupait pas des problèmes de l'urgente réalité de l'après-guerre. Ce mouvement regroupa Otto Dix, George Grosz, Max Beckmann et le sculpteur Barlach.

## Extensions

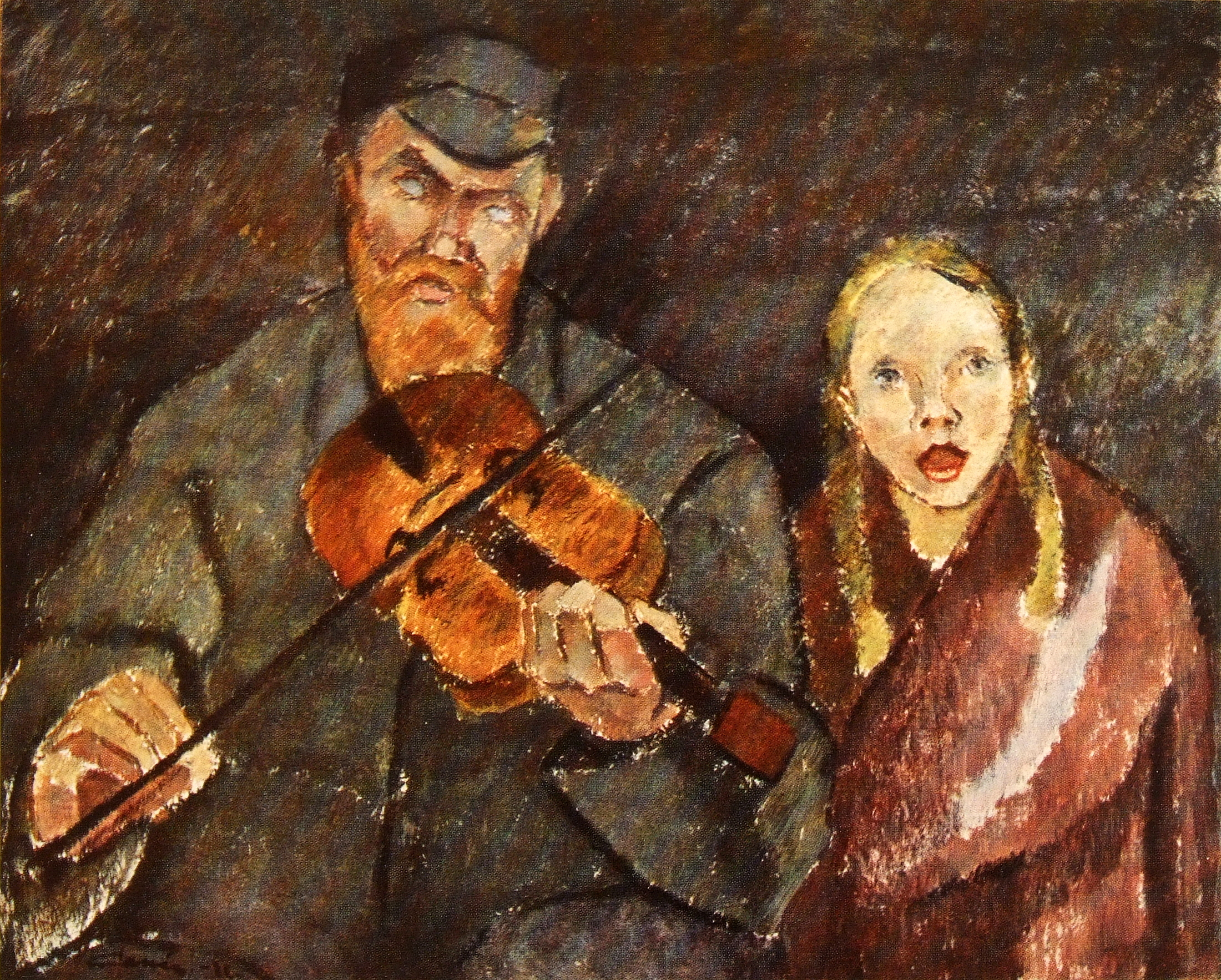
Alvar Cawén, Sokea soittoniekka (Le Musicien aveugle, 1922).

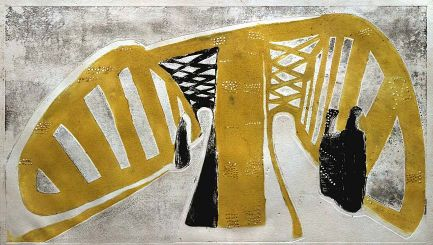
Rolf Nesch, Elbe Bridge I (1932).

Parmi les principaux peintres, au début du XXe siècle, ayant eu au moins une période expressionniste :
- Allemagne : Ernst Barlach, Max Beckmann, Fritz Bleyl, Heinrich Campendonk, Otto Dix, Conrad Felixmüller, Willi Geiger, George Grosz, Erich Heckel, Karl Hofer, Otto Lange, Elfriede Lauckner, Max Kaus, Ernst Ludwig Kirchner, Käthe Kollwitz, Wilhelm Lehmbruck, Elfriede Lohse-Wächtler, August Macke, Franz Marc, Ludwig Meidner, Paula Modersohn-Becker, Otto Mueller, Gabriele Münter, Rolf Nesch, Emil Nolde, Max Pechstein, Kurt Pinthus, Karl Schmidt-Rottluff, Franz von Stuck, Werner Scholz, Paul Thesing.
- Australie : Sidney Nolan, Charles Blackman, John Perceval, Albert Tucker, Joy Hester.
- Autriche : Richard Gerstl, Egon Schiele, Oskar Kokoschka, Alfred Kubin, Max Oppenheimer.
- Belgique : Constant Permeke, Gustave de Smet, Frits van den Berghe, James Ensor, Albert Servaes, Floris Jespers, Albert Droesbeke, Pierre Alechinsky.
- Brésil : Anita Malfatti, Candido Portinari, Di Cavalcanti, Lasar Segall.
- Espagne : Isidre Nonell, José Luis Gutiérrez Solana, Carlos Valenti.
- Estonie : Konrad Mägi, Eduard Wiiralt.
- Équateur : Oswaldo Guayasamín.
- États-Unis : Ivan Albright, Milton Clark Avery, George Biddle, Hyman Bloom (en), Peter Blume (en), David Bourliouk, Charles E. Burchfield, Stuart Davis, Elaine de Kooning, Willem de Kooning, Beauford Delaney, Arthur Dove, Norris Embry, Philip Evergood, Gibran Khalil Gibran, William Gropper, Philip Guston, Marsden Hartley, Albert Kotin (en), Yasuo Kuniyoshi, Rico Lebrun, Jack Levine, Alfred Henry Maurer, Alice Neel, Abraham Rattner, Ben Shahn, Harry Shoulberg (en), Joseph Stella, Harry Sternberg (en), Henry Ossawa Tanner, Dorothea Tanning, Max Weber (peintre), Hale Woodruff (en), Karl Zerbe (en).
- Finlande : Tyko Sallinen[6], Alvar Cawén, Juho Mäkelä, Wäinö Aaltonen.
- France : Frédéric Fiebig, Georges Rouault, Georges Gimel, Eugène Paul, Maurice Rocher, Chaïm Soutine, Antoon Kruysen, Vasyl Khmeluk, Marie-Thérèse Auffray, Bernard Buffet.
- Grande-Bretagne: Francis Bacon, Leon Kossoff[7]
- Grèce : Georges Bouzianis.
- Hongrie : Tivadar Kosztka Csontváry, Livia Vajda.
- Indonésie : Affandi.
- Irlande : Jack B. Yeats.
- Islande : Einar Hákonarson (de).
- Israël : Alexandre Frenel
- Italie : Emilio Giuseppe Dossena.
- Liban : Rafic Charaf
- Mexique : Mathias Goeritz (allemand émigré), Rufino Tamayo.
- Norvège : Edvard Munch, Kai Fjell.
- Pays-Bas: Charles Eyck, Willem Hofhuizen, Jaap Min (nl), Jan Sluijters, Vincent van Gogh, Jan Wiegers, Hendrik Werkman (nl).
- Pologne : Henryk Gotlib, Magdalena Abakanowicz.
- Portugal : Mário Eloy, Amadeo de Souza-Cardoso.
- Russie : Vassily Kandinsky, Marc Chagall, Alexej von Jawlensky, Nathalie Gontcharova, Mstislav Doboujinski, et Marianne von Werefkin (Russe devenue Suisse).
- Suisse : Carl Eugen Keel (de), Cuno Amiet, Paul Klee.
- Syrie : Mamdouh Kashlan
- Suède : Ester Almqvist

### Architecture
Le travail de Erich Mendelsohn est expressionniste. Voir par exemple la tour Einstein à Potsdam, en Allemagne.

### Littérature
On distingue généralement trois temps de l'expressionnisme en littérature :
- Le premier expressionnisme (Frühexpressionismus), jusqu'à la veille de la Première Guerre mondiale.
- L'expressionnisme de la Première Guerre mondiale jusqu'en 1925.
- L'expressionnisme tardif et sa disparition sous le régime nazi.

#### Contours flous du mouvement expressionniste en littérature
On cite généralement le nom des poètes Hugo Ball, Gottfried Benn, Yvan Goll ou Georg Trakl, mais on rattache également à l'expressionnisme les romans de Franz Kafka, ainsi que plusieurs auteurs dramatiques allemands du début du XXe siècle, tels que Georg Kaiser ou Ernst Toller.
En France, où le terme est peu couramment employé en littérature, on a parlé d'expressionnisme à propos du roman d'Octave Mirbeau, Dans le ciel, qu'il a rédigé sous le coup de la révélation de Van Gogh, ou à propos de ses Farces et Moralités.

#### Revues

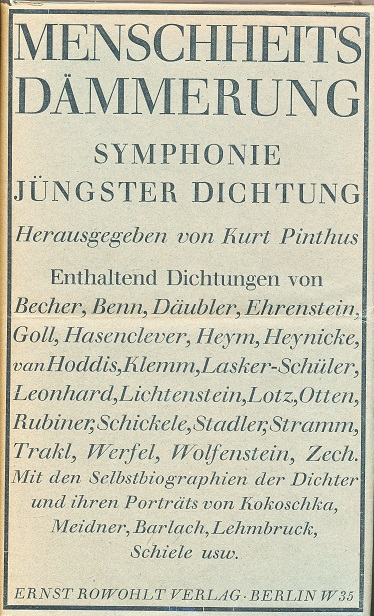
Menschheitsdämmerung. Symphonie jüngster Dichtung, Rowohlt, 1920

- Die Fackel (de) (1899-1936)
- Der Sturm (1910-1932)
- Die Aktion (1911-1932)
- Der jüngste Tag (1913-1921)

#### Poésie expressionniste allemande
Le poète Pierre Garnier, qui a consacré plusieurs livres à Gottfried Benn, a publié avec sa femme, Ilse, le premier livre en France sur l'expressionnisme en 1962.
La poésie expressionniste allemande est encore très peu connue et traduite en France : il manque notamment à l'adresse du grand public la traduction en français de Menschheitsdämmerung (« Crépuscule [ou : aube] de l'humanité »), l'importante anthologie et ses introductions successives (1919, 1922, New York, été 1959) de Kurt Pinthus, dans ses nombreuses rééditions en Allemagne depuis la première au Rowohlt Verlag, en 1920 (35e tirage en 2009, livre de poche Rowohlts rororo Klassiker).

### Théâtre
August Strindberg et Frank Wedekind sont généralement considérés parmi les précurseurs du théâtre expressionniste. Le premier dramaturge qualifié ouvertement d'expressionniste fut August Stramm.
L’influence du cinéma sur le théâtre expressionniste fut évidente dès les premiers moments, utilisant aussi le décor et les costumes des acteurs comme instruments au service d’œuvres dramatiques dépassant le conformisme des représentations théâtrales conventionnelles. L’auteur, l’acteur et le public doivent partager la vision intérieure du premier, en arrivant à un ton mystique qui accentue la mimique. Le représentant le plus emblématique apparaît après la Première Guerre mondiale : Ernst Toller. Par la suite, d’autres auteurs, tels que Bertolt Brecht, seront influencés par ce mouvement.

### Cinéma
Avec la sortie du film Le Cabinet du docteur Caligari en 1920, Robert Wiene apparaît comme un des premiers metteurs en scène à introduire des éléments expressionnistes dans le cinéma. Par ce moyen, on arrive au symbolisme grâce aux décors, aux lumières, aux costumes et à l'interprétation des personnages, éléments qui aspirent à montrer, à travers le grand écran, une optique déformée de la réalité.
Le cinéma muet allemand est resté symboliquement associé à l'expressionnisme, avec des metteurs en scène comme Friedrich Wilhelm Murnau, Fritz Lang et Paul Wegener. Les œuvres les plus représentatives de cette période sont Nosferatu et Faust, une légende allemande de Murnau, Les Trois Lumières et la série des Docteur Mabuse de Lang. La démesure est le trait principal d'un genre de cinéma se situant entre l'horreur et le fantastique. Quelques films postérieurs seront réalisés dans le même style lors du passage au cinéma sonore, comme M le maudit de Fritz Lang.
Plus tard, d'autres cinéastes utiliseront des éléments de l'expressionnisme cinématographique comme Alfred Hitchcock, Orson Welles, Carol Reed ou Andrzej Wajda, tout en adoptant une esthétique beaucoup plus mûre et éloignée de l'excès théâtral.

### Musique
Der blaue Reiter publia dans son premier almanach l’œuvre de trois compositeurs : Arnold Schönberg (qui s'exerça aussi à la peinture expressionniste), Alban Berg et Anton Webern, trio que formait la dénommée seconde école de Vienne. Dans la trajectoire de ces musiciens, nous trouvons la présence pleinement expressionniste dans les opéras Lulu et Wozzeck de Berg et dans les drames Die Erwartung et Die Glückliche Hand de Schönberg.

### Danse
Les représentants principaux en sont Kurt Jooss et Mary Wigman ou encore Harald Kreutzberg.